# Mormyridae
Mormyridae é uma família de peixes de água doce nativos da África da ordem Osteoglossiformes. É a maior família da ordem, com quase 200 espécies. São popularmente chamados de peixes-elefante, entretanto, espécies de outras famílias, como a Callorhinchus milii também recebem essa denominação.

## Características e biologia

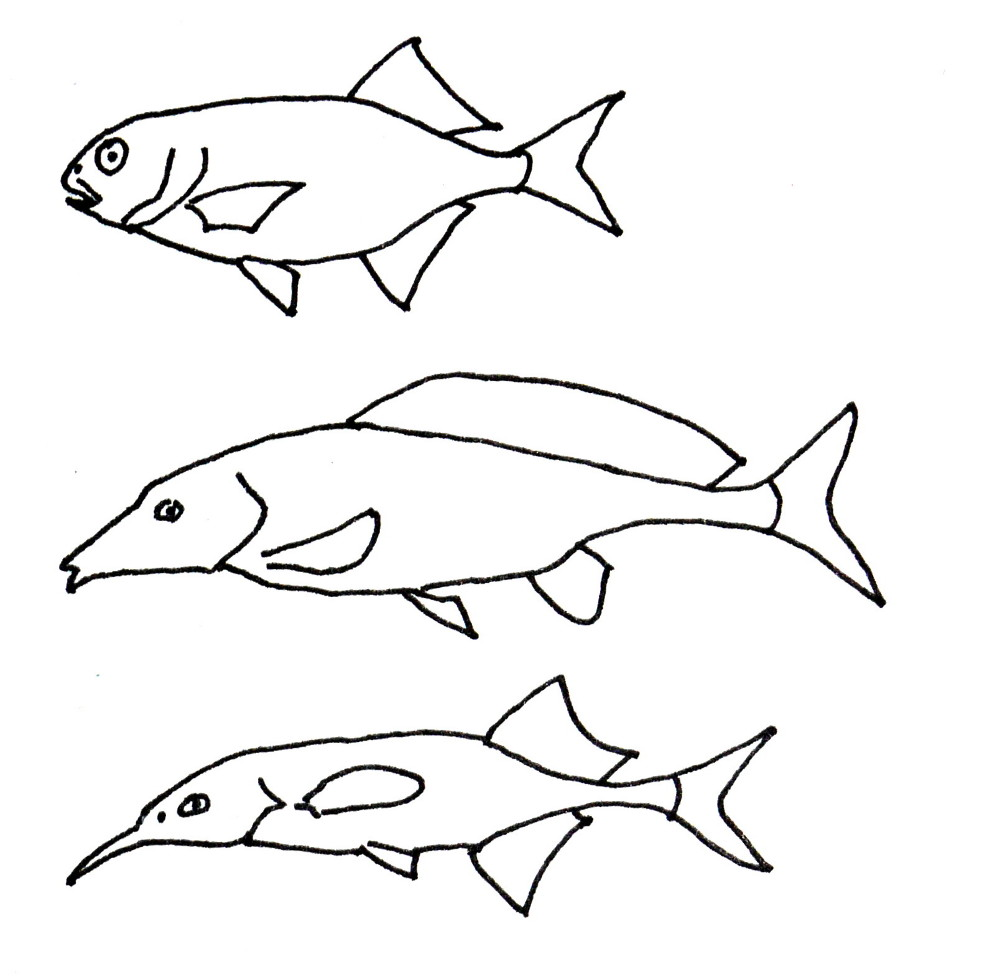
Tipos variados da família: Marcusenius, Mormyrus e Gnathonemus.

Possuem tamanho, comprimento e formas diversas. O menor mede cerca de 5 centímetros de comprimento, enquanto o maior chega aos 1,5 metros. A família possui algumas características únicas em comum. O cerebelo apresenta tamanho aumentado, o que lhes confere uma razão cérebro/tamanho corporal equivalente à dos humanos. Este fator está relacionado às interpretações de sinais bioelétricos. Os canais semicirculares da orelha interna têm uma estrutura incomum e são associados com a uma bolsa de ar inteiramente separada da bexiga natatória.
Algumas espécies são dotadas de modificações no aparato bucal para facilitar a alimentação, que consistem de pequenos invertebrados, encontrados no substrato. O formato e a estrutura dessas alterações dão-lhes o nome popular de peixes-elefante, principalmente nas espécies que as extensões bucais são proeminentes. Essas extensões consistem de músculos ligados a mandíbula, são flexíveis, e equipadas com sensores táteis e possivelmente de paladar.

## Campos elétricos
Os membros desta família são notáveis por sua habilidade de gerar campos elétricos fracos que permitem aos peixes sentir seu ambiente de águas turvas onde a visão é prejudicada pela matéria orgânica. A geração desses campos elétricos e seu uso em prover os peixes com um sistema sensorial adicional ao meio ambiente é objeto de consideráveis pesquisas científicas, como a pesquisa em comunicação entre e dentre as espécies.
As descargas elétricas são frequentemente pulsáteis. O Gymnarchus niloticus constitui exceção à regra, descaregando seus órgãos elétricos perto de 500 Hz, o que atribui um aspecto sinusoidal à descarga. O órgão elétrico é associado ao músculo, como nos Gymnotiformes. Há um grau de evolução convergente entre os Gymnotiformes sul-americanos e esta família africana, particularmente no aparato sensorial para detectar e processar o sinal elétrico envolvido na eletrolocalização e eletrocomunicação.

## Classificação
- Subfamília Mormyrinae
  - Boulengeromyrus Taverne e Géry, 1968
  - Brienomyrus Taverne, 1971
  - Campylomormyrus Bleeker, 1874
  - Genyomyrus Boulenger, 1898
  - Gnathonemus Gill, 1863
  - Heteromormyrus Steindachner, 1866
  - Hippopotamyrus Pappenheim, 1906
  - Hyperopisius Gill, 1862
  - Isichthys Gill, 1863
  - Ivindomyrus Taverne e Géry, 1975
  - Marcusenius Gill, 1862
  - Mormyrops Müller, 1843
  - Mormyrus Linnaeus, 1758
  - Myomyrus Boulenger, 1898
  - Oxymormyrus Bleeker, 1874
  - Paramormyrops Taverne, Thys van den Audenaerde e Heymer, 1977
  - Pollimyrus Taverne, 1971
  - Stomatorhinus Boulenger, 1898
- Subfamília Petrocephalinae
  - Petrocephalus Marcusen, 1854